# Mistrzostwa Polski Juniorów w Saneczkarstwie 2021 (tory naturalne)
Mistrzostwa Polski Juniorów w saneczkarstwie na torach naturalnych 2021 zostały rozegrane w dniu 6 listopada 2021 roku w Gołdapi.
W konkurencji jedynek kobiet złoto zdobyła Julia Płowy, srebro Klaudia Promny, a brąz Zuzanna Orszulik natomiast w konkurencji mężczyzn złoto zdobył Szymon Majdak, srebro Konrad Lisik i brąz Konrad Stano. W dwójkach zwyciężyły Julia Płowy i Klaudia Promny. Drużynowo najlepszy okazał się KSS Beskidy Bielsko-Biała w składzie Julia Płowy, Szymon Majdak.